# Libre asociación de productores
Una libre asociación de productores es una relación entre individuos donde no existe Estado, clase social, jerarquía, división del trabajo ni propiedad privada de los medios de producción. Una vez abolida la propiedad privada (claramente no la propiedad personal ), los individuos ya no se ven privados del acceso a los medios de producción, lo que les permite asociarse libremente sin restricciones sociales para producir y reproducir sus propias condiciones de existencia y satisfacer sus necesidades individuales y creativas. deseos. El término es utilizado por anarquistas y marxistas y a menudo se considera una característica definitoria de una sociedad comunista plenamente desarrollada.

## Anarquismo
Los anarquistas sostienen que la libre asociación debe surgir inmediatamente en la lucha del proletariado por una nueva sociedad y contra la clase dominante. Promueven una revolución social para abolir inmediatamente el Estado, la propiedad privada y las clases. Identifican al Estado como el principal garante de la propiedad privada a través de aparatos represivos como la policía o los tribunales, de ahí que la abolición del Estado sea su principal objetivo. En cuanto a la libre asociación, existe una diferencia entre anarquistas colectivistas y anarcocomunistas. Los anarquistas colectivistas (como Mijaíl Bakunin) sostenían que la libre asociación debe funcionar según la máxima "De cada uno según su capacidad, a cada uno según sus obras". En contraposición, los anarcocomunistas (como Piotr Kropotkin, Carlo Cafiero y Errico Malatesta) sostienen que la libre asociación debe operar como la máxima "a cada uno según sus necesidades". Los anarcocomunistas sostienen que la remuneración según el trabajo realizado requiere que los individuos involucrados estuvieran sometidos a un organismo superior a ellos para comparar los distintos trabajos con el fin de pagarlos y que este organismo sería necesariamente un estado o clase dominante y podría incluso recuperar la esclavitud salarial, precisamente contra lo que luchan los anarquistas. También sostienen que si se realiza algún trabajo, es necesario e importante que no haya ningún aspecto cuantitativo que comparar entre ellos y que todo lo que se produzca implique algo esencial para el aporte de todas las generaciones pasadas y contemporáneas en su conjunto. No existen criterios justos para comparar una obra con otra y medirla para dar a todos los individuos su parte. Para los anarcocomunistas, la libre asociación sólo es posible mediante la abolición del dinero y del mercado, junto con la abolición del Estado.
Los críticos a menudo consideran que el concepto anarquista de libre asociación es utópico o demasiado abstracto para guiar una sociedad en transformación.

## Marxismo
Los socialistas y comunistas marxistas generalmente difieren de los anarquistas en afirmar que debe haber una etapa intermedia entre la sociedad capitalista y la libre asociación. Existe un acuerdo general entre las tendencias marxistas de que existirá un Estado durante este período de transición, aunque se debate su forma y alcance.
De todo lo que hemos dicho hasta ahora se desprende que la relación comunitaria en la que entraban los individuos de una clase, y que estaba determinada por sus intereses comunes frente a un tercero, fue siempre una comunidad a la que estos individuos pertenecían sólo como promedio. individuos, sólo en la medida en que vivían dentro de las condiciones de existencia de su clase, una relación en la que participaban no como individuos sino como miembros de una clase. En cambio, con la comunidad de proletarios revolucionarios, que toman bajo su control sus condiciones de existencia, ocurre justo lo contrario; es como individuos que los individuos participan en él. [...]
El comunismo se diferencia de todos los movimientos anteriores en que trastorna las bases de todas las relaciones de producción y de intercambio anteriores y, por primera vez, trata conscientemente todas las premisas naturales como creaciones de los hombres hasta ahora existentes, las despoja de su carácter natural y las subyuga a las leyes. poder de los individuos unidos. Su organización es, por tanto, esencialmente económica, la producción material de las condiciones de esta unidad; convierte las condiciones existentes en condiciones de unidad. La realidad que crea el comunismo es precisamente la verdadera base para hacer imposible que algo pueda existir independientemente de los individuos, en la medida en que la realidad es sólo un producto del intercambio precedente de los propios individuos.

— Karl Marx, La ideología alemana.
Los marxistas libertarios (como Anton Pannekoek, Otto Rühle, Herman Gorter) generalmente afirman que el Estado no puede orientarse hacia la libre asociación porque sólo puede actuar dentro del marco de la sociedad capitalista misma, conduciendo hacia el capitalismo de Estado (es decir, un capitalismo en el que los privados la propiedad es propiedad del Estado y está administrada por él) que buscaría permanecer indefinidamente y nunca conducir a la libre asociación. La mayoría de los marxistas libertarios afirman que la libre asociación sólo puede lograrse mediante la acción directa de los propios trabajadores, quienes deberían crear consejos de trabajadores que operen bajo democracia directa para tomar los medios de producción y abolir el estado capitalista en una revolución social para reemplazarlo con un Estado. Estado mucho más democrático. Sin embargo, los luxemburguistas no se oponen en principio a la participación a corto plazo dentro del Estado y a la expansión de la propiedad pública mientras exista la institución misma.

## Socialismo
Los socialistas consideran la libre asociación el rasgo definitorio del socialismo desarrollado. Una asociación libre desplazaría al aparato estatal en el socialismo ya que el papel de esta asociación sería dirigir los procesos de producción y la administración de las cosas. Esto contrasta con el Estado en la sociedad capitalista y no socialista, que es el gobierno sobre las personas mediante la acción coercitiva. La libre asociación representa una entidad coordinadora de la actividad económica que se ocupa de la toma de decisiones administrativas y del flujo de bienes y servicios para satisfacer la demanda.